# Hugh McVay
Hugh McVay (Carolina del Sud, 1766 – Birmingham, 9 maggio 1851) è stato un politico statunitense. Fu il nono governatore dell'Alabama dal luglio al novembre del 1837. Ricoprì il ruolo in quanto il governatore Clement Comer Clay si dimise per ottenere il posto al Senato degli Stati Uniti e McVay, che era presidente del Senato dell'Alabama in quel periodo, prese il suo posto come governatore in quanto il governatore luogotenente non era stato ancora creato (l'ufficio fu istituito solo nel 1867).